# Pomnik Ofiar Katynia i Sybiru w Poznaniu

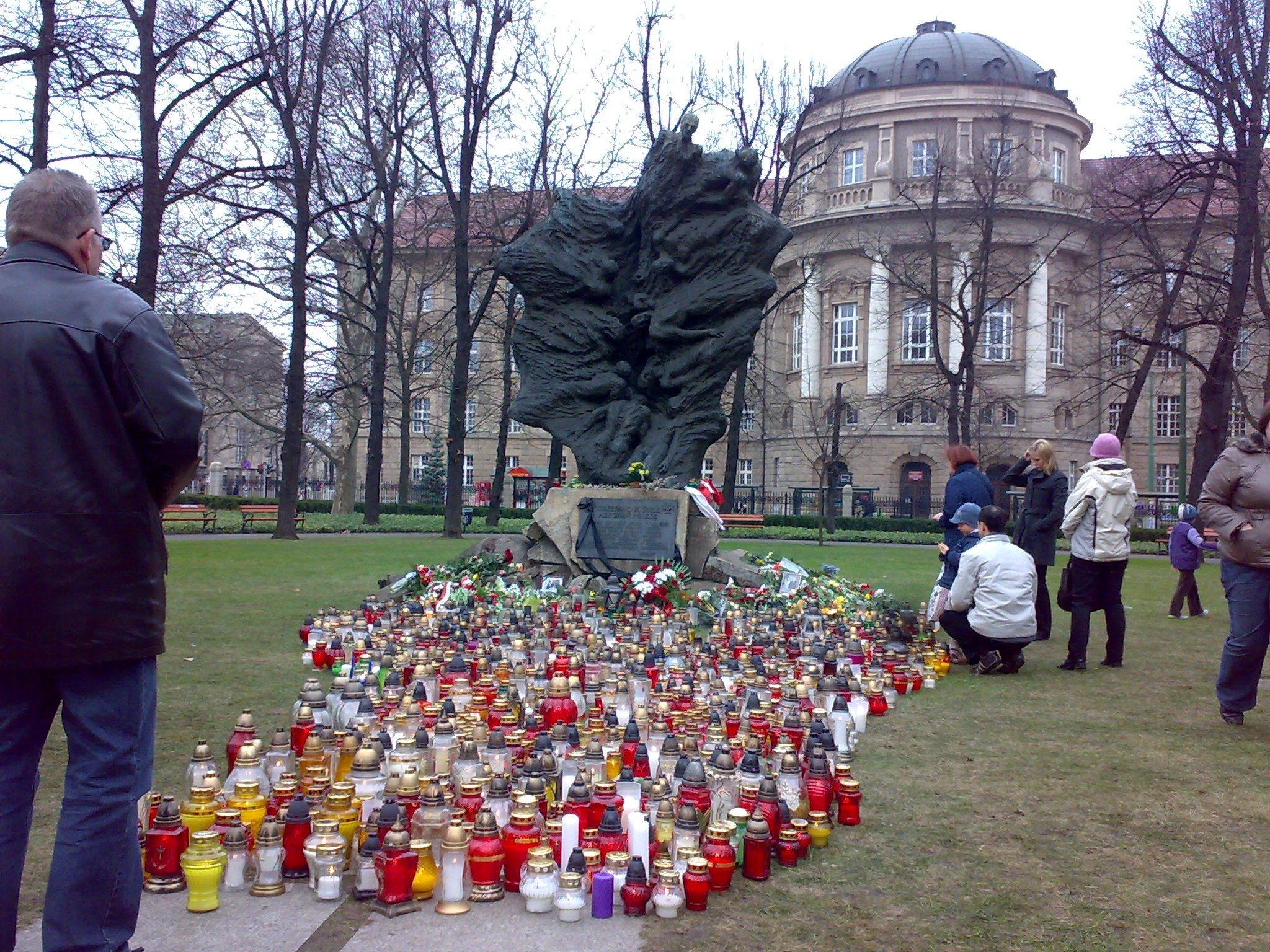
Pomnik Katyński po katastrofie polskiego Tu-154 w Smoleńsku (kwiecień 2010)

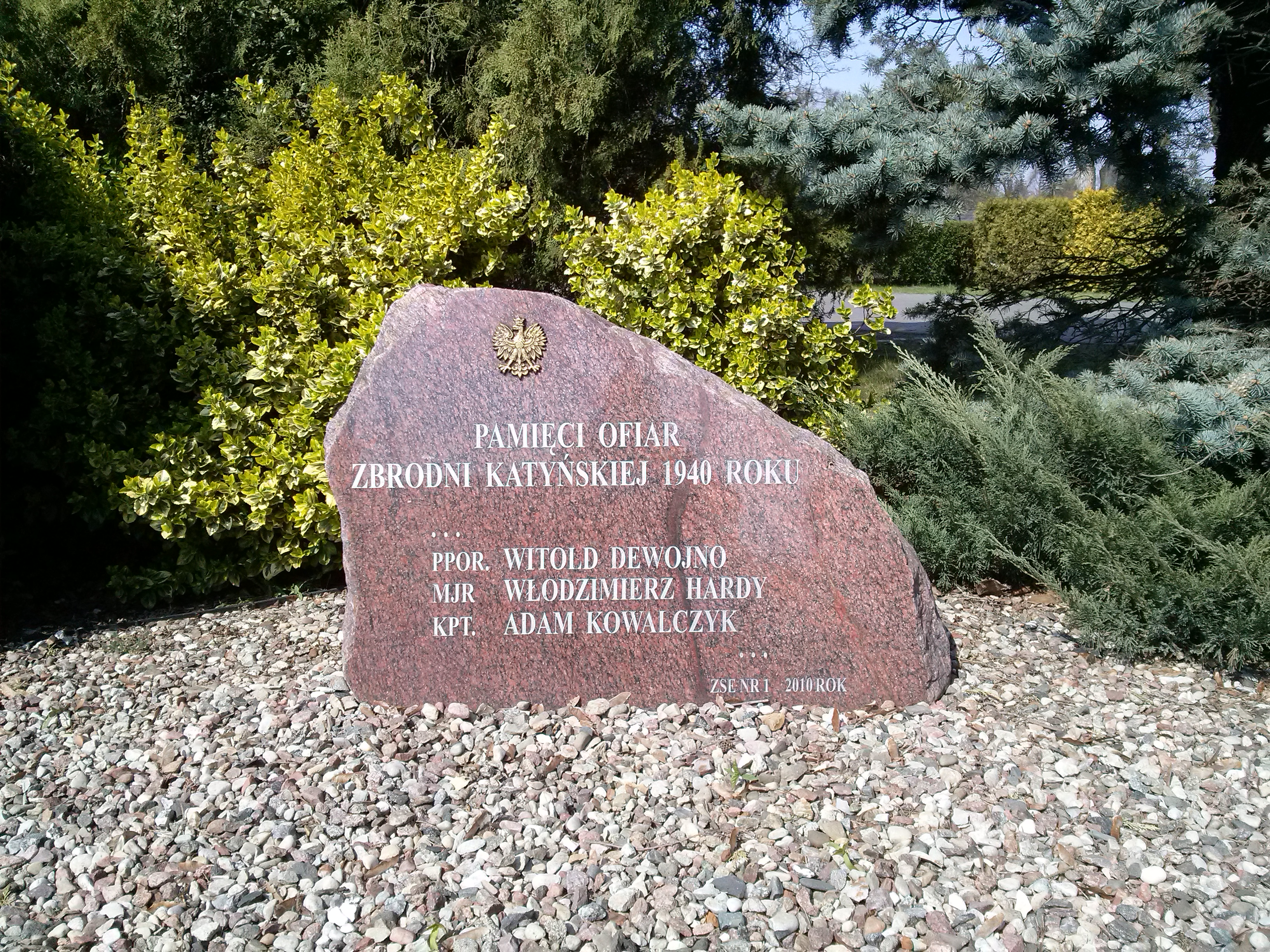
Głaz Katyński na Ogrodach

Pomnik Ofiar Katynia i Sybiru w Poznaniu, Pomnik Katyński w Poznaniu – monument upamiętniający zbrodnię katyńską, zlokalizowany w Poznaniu, w obrębie Dzielnicy Cesarskiej, w Ogrodzie Zamkowym przy Zamku Cesarskim.

## Historia i forma
Akt erekcyjny pomnika wmurowano z inicjatywy Stowarzyszenia Katyń w 1990, przy ustnej akceptacji Andrzeja Wituskiego, ówczesnego prezydenta Poznania. W 1994 Rada Miejska wyraziła zgodę na budowę pomnika, jednak zaproponowano inne miejsce – skwer za Teatrem Wielkim (obecnie stoi tam Pomnik Polskiego Państwa Podziemnego). Ogród zamkowy, jako miejsce posadowienia monumentu, był negatywnie rekomendowany m.in. przez architekta wojewódzkiego. Podnoszono problem niedostosowania symboliki katyńskiej do architektury i wydźwięku otoczenia. 2 marca 1995 zawieszono postępowanie w sprawie ustalania warunków zabudowy w tej sprawie, a pomnika nie odsłonięto w rocznicę 55. tragedii. Sprawa wróciła kilka lat później – pod naciskiem opinii publicznej dokonano uroczystego odsłonięcia pomnika 17 września 1999, w 60. rocznicę napaści ZSRR na Polskę.
Projektantem obiektu jest Robert Sobociński, za aranżację odpowiadał Jerzy Suchanek. Mszę podczas odsłonięcia celebrował bp Stanisław Napierała. Pomnik stoi w centrum ogrodu, awersem do tylnego wejścia do Zamku. Ma formę nieregularnej steli przedstawiającej ciała ludzkie wciągane do pionowej szczeliny. Widać drobne akcesoria wojskowe znane ze zdjęć dokumentalnych z Katynia – szable, sprzączki od pasów, blaszkę z numerem 557 i inne. Od strony ulicy Fredry płaszczyzna nacięta jest w zarys krzyża, widać też czaszki. Według Sobocińskiego, dzieło nawiązuje zarówno do korony drzewa, jak i tematu ekshumacji zwłok.

## Głaz na Ogrodach
Inny pomnik w formie głazu, upamiętniający trzy ofiary Katynia (ppor. Witolda Dewojno, mjr Włodzimierza Hardego i kap. Adama Kowalczyka) znajduje się na Ogrodach, przy ul. Dąbrowskiego 163, przed Zespołem Szkół Elektrycznych nr 1.